# 西安地铁4号线
西安地铁4号线是西安地铁的一条城市轨道交通线路。线路主方向为南北向，贯穿西安国家民用航天产业基地、曲江新区、雁塔区、碑林区、明城中心区、未央区、经济技术开发区等。经过的大型客流节点有西安北站、大明宫、西安站、大雁塔等。线路由南向北沿航天南路、神舟四路、芙蓉西路、雁塔北路、和平路、解放路、自强东路、太华路、凤城八路、文景路布设，于2018年12月26日开通试运营。
4号线线路南起航天产业基地航天新城站，北至西安北站。线路全长35.2km，共设车站29座（换乘站10座），全部为地下线路。最大站间距1.983km，平均站间距约1.213km。全线设车辆段和停车场各一处，车辆段位于航天新城站北侧，停车场位于机场高速路与尚稷路路口东侧象限。
线路标识色为 Pantone 319C 。
线路绕大雁塔、穿古城墙、临大明宫，沿途还涉及大慈恩寺、董仲舒墓等五处国家级文物。它创新研发了古建筑振动控制关键技术，获陕西省科学技术进步一等奖，国家优质工程奖、第十九届中国土木工程詹天佑奖。

## 歷史
截至2016年11月7日，地铁四号线全线29座车站已全部围挡开工，其中20座车站已封顶，5座车站正在进行主体结构施工。
2018年5月30日，28座车站及区间结构施工全部完成，各车站出入口及风亭结构大部分完成。
2018年12月26日，4号线（航天新城站至西安北站）开通试运营，其中火车站因国铁西安站改造暂缓开通。
2019年9月18日起，末班车延至23:38发车，最小行车间隔3分55秒。
2022年9月20日，根据《地名管理条例》要求，4号线原“火车站”及“北客站（北广场）”两站分别更名为“西安站”及“西安北站”。
2022年9月25日，4号线西安站正式开通运营，同时4号线首末班车时刻表第三次对外发布，西安站市民意见建议征集表二维码首次对外公布。

## 车站列表
4号线共设29座车站，设车辆段1座。
所有车站都位于西安市内。
| 站名                | 行政区        | 启用日期       | 接驳线路                    | 站台类型       |
| ------------------- | ------------- | -------------- | --------------------------- | -------------- |
| 西安北站            | 未央区        | 2018年12月26日 | - 西安北站 - 2号线 - 14号线 | 地下侧式站台   |
| 元鼎路              | 未央区        | 2018年12月26日 |                             | 地下岛式站台   |
| 鳳城十二路          | 未央区        | 2018年12月26日 |                             | 地下岛式站台   |
| 鳳城九路            | 未央区        | 2018年12月26日 |                             | 地下岛式站台   |
| 文景路              | 未央区        | 2018年12月26日 |                             | 地下岛式站台   |
| 行政中心            | 未央区        | 2018年12月26日 | 2号线                       | 地下侧式站台   |
| 市中醫醫院          | 未央区        | 2018年12月26日 |                             | 地下岛式站台   |
| 常青路              | 未央区        | 2018年12月26日 |                             | 地下岛式站台   |
| 百花村              | 未央区        | 2018年12月26日 |                             | 地下岛式站台   |
| 余家寨              | 未央区        | 2018年12月26日 | 8号线                       | 地下岛式站台   |
| 大明宮北            | 未央区        | 2018年12月26日 |                             | 地下岛式站台   |
| 大明宮              | 未央区        | 2018年12月26日 |                             | 地下岛式站台   |
| 含元殿              | 新城区        | 2018年12月26日 |                             | 地下岛式站台   |
| 西安站              | 新城区        | 2022年9月25日  | 西安站                      | 地下分离式站台 |
| 五路口              | 新城区        | 2018年12月26日 | 1号线                       | 地下岛式站台   |
| 大差市              | 碑林区 新城区 | 2018年12月26日 | 6号线                       | 地下岛式站台   |
| 和平门              | 碑林区        | 2018年12月26日 |                             | 地下岛式站台   |
| 建筑科技大学·李家村 | 碑林区        | 2018年12月26日 | 5号线                       | 地下岛式站台   |
| 西安科技大学        | 碑林区        | 2018年12月26日 |                             | 地下岛式站台   |
| 大雁塔              | 雁塔区        | 2018年12月26日 | 3号线                       | 地下岛式站台   |
| 大唐芙蓉園          | 雁塔区        | 2018年12月26日 |                             | 地下岛式站台   |
| 曲江池西            | 雁塔区        | 2018年12月26日 | 8号线                       | 地下岛式站台   |
| 金滹沱              | 雁塔区        | 2018年12月26日 |                             | 地下岛式站台   |
| 航天大道            | 长安区        | 2018年12月26日 |                             | 地下岛式站台   |
| 飛天路              | 长安区        | 2018年12月26日 |                             | 地下岛式站台   |
| 東長安街            | 长安区        | 2018年12月26日 | 15号线                      | 地下岛式站台   |
| 神舟大道            | 长安区        | 2018年12月26日 |                             | 地下岛式站台   |
| 航天東路            | 长安区        | 2018年12月26日 |                             | 地下岛式站台   |
| 航天新城            | 长安区        | 2018年12月26日 |                             | 地下岛式站台   |